# Maxim P. A. M. Kerkhof
Maximiliaan Paul Adriaan Maria Kerkhof (Goirle, 26 de enero de 1944 - ) es un hispanista y medievalista holandés.

## Biografía
Cursó la licenciatura en Filosofía y Letras en la Universidad Católica de Nimega, donde tuvo como profesores a J.H.Terlingen, J. Sánchez Romeralo, J.J. van den Besselaar y B.E. Vidos. En 1967 defendió su tesis de licenciatura "La imagen del judío en la literatura medieval española". Se doctoró por la Universidad de Groninga donde, de 1967 a 1978, enseñó Gramática Española y Lingüística Románica, primero como profesor asistente y luego como profesor adjunto. En 1976 se doctoró con una tesis sobre la edición crítica y anotada de La Comedieta de Ponza del Marqués de Santillana, dirigida por H. Th. Oostendorp y W. Noomen. Desde 1978 a 2005 fue catedrático de Filología Española y jefe del Departamento de Español de la Universidad Católica de Nimega o Nijmegen y, jubilado a causa de sus dolores de espalda y por padecer insomnio, por un tiempo se reincorporó a la docencia como catedrático de la Radboud Universiteit de Nimega; también fue profesor visitante en Berkeley (1987). Domina las lenguas neolatinas y el inglés, alemán y ruso (pasivamente); publicó estudios sobre Historia de la Lengua y Sociolingüística (el habla andaluza, el español de América...) y destacan en especial sus trabajos sobre el papiamento, la lengua criolla de las Antillas Neerlandesas, y los escritores sefardíes en los Países Bajos. Como lusista ha dedicado una monografía a Martin Codax (1994) y ha encontrado y editado los manuscritos del Tresenario de contenplaçiones por estilo rrimado (1979), un poema de Tirso de Molina (1991), un lapidario medieval romanceado (1996) y un texto sapiencial vertido del catalán al castellano (1999). Aparte de numerosas contribuciones a revistas especializadas, el profesor Kerkhof ha publicado ediciones neolachmanianas de la Comedieta de Ponça, la Defunsión de don Enrique de Villena, Bías contra Fortuna y los Sonetos fechos al itálico modo del Marqués de Santillana. En colaboración ha editado las Obras completas del Marqués de Santillana y La inquisición de Lucifer y visita de todos los diablos de Antonio Enríquez Gómez (1992), así como el Laberinto de Fortuna de Juan de Mena, cuyos difíciles problemas de transmisión consiguió resolver.
Es miembro del Comité o Consejo Asesor de las siguientes series y revistas: Diálogos Hispánicos (Universidad de Ámsterdam), Papers of the Medieval Spanish Research Seminar (Universidad de Londres), Romance Philology (Universidad de California), Revista de Filología Española (CSIC) e Incipit (Universidad de Buenos Aires); además, ha fundado y dirige la Colección Medievalia Hispanica (Fráncfort-Madrid, Vervuert-Iberoamericana). Entre sus honores y distinciones destacan dos en particular: la Encomienda de Número de la Orden del Mérito Civil otorgada por el Rey de España en 2001, y la Cruz de Oficial de la Orden de Orange-Nassau, concedida por la Reina de Holanda en 2004.

## Obras
- Bewerking van Carl Heupel’s Spaanse Woordenschat, alfabetische basisvocabulairemet systematische uitbreiding. Groninga: Wolters-Noordhoff N. V., 1968; 1978
- Íñigo López de Mendoza, Marqués de Santillana, La Comedieta de Ponza. Edición crítica, introducción y notas de Maxim. P. A. M. Kerkhof, Groninga: Universiteit, 1976. Edición de la Carta a la muy noble señora doña Violante de Prades: Apéndice A, pp.505-19.
- Íñigo López de Mendoza, Marqués de Santillana, Sonetos al itálico modo. Edición crítica, introducción y notas por Maxim. P. A. M. Kerkhof y Dirk Tuin, Madison: Hispanic Seminary of Medieval Studies, 1985
- Íñigo López de Mendoza, Marqués de Santillana, La Comedieta de Ponça y los Sonetos al itálico modo. Edición de Maxim. P. A. M. Kerkhof, Madrid: Ediciones Cátedra, 1986
- Íñigo López de Mendoza, Marqués de Santillana, La Comedieta de Ponça. Edición crítica, introducción y notas por Maxim. P. A. M. Kerkhof, Clásicos Castellanos, Nueva Serie, Núm. 4, Madrid: Espasa-Calpe, 1987
- Ed. de Juan de Mena, La Coronación, Madrid : CSIC, 2009. ISBN 978-84-00-08755-5
- Con Ángel Gómez Moreno, ed. de Marqués de Santillana, Poesías completas Madrid: Editorial Castalia. ISBN 84-9740-028-3
- Con Ángel Gómez Moreno, ed. de Marqués de Santillana, Obras completas: poesía, prosa, Madrid : Fundación José Antonio de Castro, 2002
- Ed. de Juan de Mena, Laberinto de fortuna. Madrid: Editorial Castalia, 1995 y 1997, ISBN 84-7039-754-0
- El Ms. 80 de la Biblioteca Pública de Toledo y el Ms. 1967 de la Biblioteca de Catalunya, de Barcelona, dos códices poco conocidos
- Ed. de Marqués de Santillana, Bías contra Fortuna, 1983
- Ed. de Marqués de Santillana, Comedieta de Ponça, 1976 y 1987.
- Ed. de Defunsión de Don Enrique de Villena, señor docto e de exçellente ingenio, [1977]
- Ed. de Juan de Mena, La coronación, 2009
- Con Constance Hubbard Rose, ed. de Antonio Enríquez Gómez, La inquisición de Lucifer y visita de todos los diablos, ed. crítica, estudio y notas, Ámsterdam: Rodopi, 1992.
- Con Ángel Gómez Moreno, ed. de Marqués de Santillana, Obras completas, Barcelona: Planeta, 1988.
- España: ¿Ruptura 1492? Edición al cuidado de Maxim. P. A. M. Kerkhof et al. ,Ámsterdam: Rodopi (Diálogos Hispánicos, 11), 1993.